# Juliano Fiori
Juliano Ernani Malegreau Fiori (27 de junho de 1985) é um jogador de rugby sevens e union brasileiro.

## Biografia
Formou-se em Artes pela Universidade de Bristol na Inglaterra em 2007. No ano de 2010, formou-se em Economia pela Universidade de Londres. Na Universidade de Cambridge realizou um mestrado na área de Relações internacionais.
Fiori integrou o elenco da Seleção Brasileira de Rúgbi de sete que ficou em 12.° lugar na Rio 2016.
Atualmente trabalha como pesquisador visitante na Universidade Federal do Rio de Janeiro (UFRJ).